# Gavin Leatherwood
Gavin Thomas Leatherwood, né le 7 juin 1994 à Maui (Hawaï), est un acteur américain. Il est notamment connu pour ses rôles dans les séries télévisées Les Nouvelles Aventures de Sabrina (2018-2020) et The Sex Lives Of Colleges Girls (2021).

## Biographie
Gavin Leatherwood naît à Hawaï d'un père chiropracteur, Tom Leatherwood et d'une mère agent de crédit immobilier, Jill Rigby Baltzer. Il est majoritairement d'origine irlandaise, mais également d'origine anglaise, espagnole, grecque et amérindienne. Ses parents sont divorcés et sa mère s'est remariée.
Il grandit en Californie avant de s'installer dans l'Oregon à ses 18 ans. Il habite dans le même état américain que sa sœur, Chloe Leatherwood qui est danseuse. Il a une demi-sœur, Sophia Baltzer issue du deuxième mariage de sa mère. 
Depuis son plus jeune âge, il rêve de devenir acteur. A six ans, il obtient son premier travail en jouant au théâtre dans une pièce nommée All My Sons. 
Dans une interview pour le magazine Elle, il révèle que lorsqu'il ne tourne pas Les Nouvelles Aventures de Sabrina à Vancouver au Canada, il retourne près de sa famille et devient « un petit fermier amateur » et passe du temps à cultiver des mûres. 
Il joue de la guitare, du ukulélé et du piano et possède avec quelques notions de chant.

Depuis 2024, il est en couple avec la mannequin Sophie Rothschild.

## Carrière
Il commence par être aperçu dans la série américaine NCIS : Enquêtes spéciales en 2017, puis enchaîne les petits rôles dans des séries télévisées telles que Grown-ish en 2018 ou encore Wicked Enigma (2018-2020).
En 2018, il obtient le rôle de Nicholas « Nick » Scratch dans la série télévisée américaine Les Nouvelles Aventures de Sabrina (Chilling Adventures of Sabrina), une adaptation de la série de comics Sabrina, l'apprentie sorcière de l'éditeur Archie Comics, développée par Roberto Aguirre-Sacasa. Il a d'abord été auditionné pour le rôle d'Harvey Kinkle dans la série Les Nouvelles Aventures de Sabrina, mais il a laissé le rôle à Ross Lynch. 
Le 1er février 2021, il fait une apparition dans le clip vidéo "Skin (en)" de Sabrina Carpenter.

## Filmographie

### Cinéma
- 2020 : Bad Therapy de William Teitler : Spit
- 2021 : When Today Ends de Michael Leoni : Nick Meyers
- 2024 : Jeu intérieur de Greg Jardin : Dennis

#### Courts métrages
- 2017 : John John Goes Viral de Joanne Ducot : John John
- 2018 : Basting a Turkey with Gavin Leatherwood de Gavin Leatherwood : Gavin Leatherwood
- 2018 : When We Were Young de Howard Campbell : Matt
- 2019 : Washington and Vine de Jared Young et Matthew Young : Nico
- 2020 : #WhenTodayEnds de Michael Leoni : Nick
- 2020 : APPyness de Ryan Turner : APPy Host
- 2021 : When We Were Young de Howard Campbell : Matt

### Télévision

#### Séries télévisées
- 2017 : NCIS : Enquêtes spéciales : le fils de Dezic (saison 14, épisode 15)
- 2018 : Time Being : Honest Man (saison 1, épisode 4)
- 2018 : Grown-ish : Pete (saison 1, épisode 7)
- 2018 : My Dead Ex : Bryce (2 épisodes)
- 2018-2020 : Wicked Enigma : Jason (3 épisodes)
- 2018-2020 : Les Nouvelles Aventures de Sabrina : Nicholas « Nick » Scratch (32 épisodes)
- 2021 : The Sex Lives of College Girls : Nico Murray

#### Clips vidéo
- 2021 : Skin (en) de Sabrina Carpenter